# مايك وندرليش
مايك وندرليش (بالألمانية: Mike Wunderlich) هو لاعب كرة قدم ألماني، ولد في 25 مارس 1986 في كولونيا في ألمانيا. لعب مع إف إس في فرانكفورت وروت فايس إيسن ونادي كولن.

## وصلات خارجية
- مايك وندرليش على موقع إي إس بي إن إف سي (الإنجليزية)
- مايك وندرليش على موقع قاعدة بيانات كرة القدم.إي يو (الإنجليزية)
- مايك وندرليش على موقع بيانات كرة القدم. دي إي (الألمانية)
- مايك وندرليش على موقع Soccerbase.com (لاعب) (الإنجليزية)
- مايك وندرليش على موقع Soccerway.com (الإنجليزية)
- مايك وندرليش على موقع عالم كرة القدم.نت (الإنجليزية)